# Xenofrea fulgida
Xenofrea fulgida là một loài bọ cánh cứng trong họ Cerambycidae.